# Норберту Мурара Нету
Норберту Мурара Нету (порт. Norberto Murara Neto; нар. 19 липня 1989, Араша) — бразильський футболіст, воротар англійського «Борнмута». Виступає на правах оренди за «Арсенал».
Також відомий виступами за «Атлетіку Паранаенсе», «Фіорентіну» та «Валенсію».

## Ігрова кар'єра
Народився 19 липня 1989 року в місті Араша.
Вихованець юнацьких команд футбольних клубів «Крузейру» та «Атлетіку Паранаенсе».
У дорослому футболі дебютував 2009 року виступами за «Атлетіку Паранаенсе», в якому провів два сезони, взявши участь у 36 матчах чемпіонату.
До складу клубу «Фіорентина» приєднався 8 січня 2011 року. Лише з початку сезону 2013-14 став основним голкіпером команди.
Влітку 2015 року на правах вільного агента перейшов у «Ювентус», з яким підписав контракт на чотири роки.
З 2017 по 2019 захищав кольори іспанської «Валенсії».
Влітку 2019 перейшов до іспанської «Барселони».

## Кар'єра в збірній
Влітку 2012 року у складі олімпійської збірної Бразилії Нету взяв участь у літніх Олімпійських іграх у Лондоні. В перших двох матчах турніру проти Єгипту і Білорусі Нету виходив в основному складі, але потім в матчах місце основного воротаря зайняв Габріел. Збірна Бразилії на олімпійському турнірі дійшла до фіналу, де поступилася збірній Мексики. Цей результат дозволив Нету стати срібним призером Олімпійських ігор 2012 року.
Дебютував за збірну 9 грудня 2018 року у товариському матчі проти збірної Сальвадору.

## Титули і досягнення
- «Ювентус»

Чемпіон Італії (2): 2015-16, 2016-17
 Володар Кубка Італії (2): 2015-16, 2016-17
 Володар Суперкубка Італії (1): 2015
- «Валенсія»

Володар Кубка Іспанії (1): 2018-19
- «Барселона»

Володар Кубка Іспанії (1): 2020-21
- Срібний олімпійський призер: 2012